# Berlins kyrkoprovins

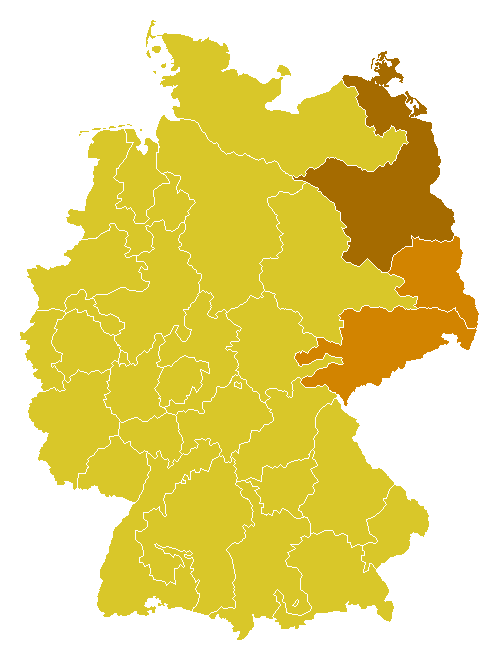
Berlins kyrkoprovins markerad på kartan över Tyskland, med Berlins ärkestift (överst i mörkbrunt), Görlitz stift (mitten, ljusbrunt) och Dresden-Meissens stift (nederst, ljusbrunt) markerade.

Berlins kyrkoprovins, tyska: Kirchenprovinz Berlin, är en av sju kyrkoprovinser inom den romersk-katolska kyrkan i Tyskland.
Kyrkoprovinsen utgörs av de östligaste delarna av Tyskland och omfattar Berlin, tyska Vorpommern, stora delar av Sachsen, Brandenburg och mindre delar av Sachsen-Anhalt och Thüringen. Berlins ärkestift utgör det största stiftet inom kyrkoprovinsen och sträcker sig från Niederlausitz till Östersjökusten.
De tre stiften som ingår är förutom Berlins ärkestift även Görlitz stift och Dresden-Meissens stift.
Berlin blev säte för en katolsk biskop först i modern tid. Under medeltiden var kyrkoprovinsen uppdelad mellan flera historiska stift: biskopsdömet Brandenburg, biskopsdömet Havelberg, biskopsdömet Lebus, biskopsdömet Cammin, biskopsdömet Schwerin, och biskopsdömet Meissen. Rügen var då del av Roskilde stift. Efter den protestantiska reformationen förbjöd de protestantiska kurfurstarna och kungarna av Brandenburg-Preussen katolska biskopar att slå sig ned i Berlin. Först under Weimarrepubliken etablerades ett katolskt stift i Berlin 1930. Stiftet upphöjdes av påve Johannes Paulus II till ärkestift den 27 juni 1994. Ärkebiskopsämbetet är sedan dess ett av de tre i Tyskland som ofta är förbundet med en kardinalstitel.
Metropoliter sedan 1994:
- Kardinal Georg Sterzinsky (1994–2011)
- Kardinal Rainer Maria Woelki (2011–2014)
- Ärkebiskop Heiner Koch (sedan 2015)